# جمعية وهران
الجمعية الرياضية لمدينة وهران نادي كرة قدم جزائري، تأسس عام 1933 بوهران تحت اسم الجمعية الرياضية الإسلامية لوهران. وينشط حاليا في الرابطة الجزائرية المحترفة الثانية لكرة القدم.

## تاريخ النادي
تأسس نادي الجمعية الرياضية لمدينة وهران عام 1933 في حي المدينة الجديدة بوهران إبان الإستعمار الفرنسي تحت اسم الجمعية الرياضية الإسلامية لوهران.
حصل الفريق على عدة القاب منذ يوم تأسيسه وفاز على عدة أندية كجمعية الخروب و شباب بلوزداد ومولودية الجزائر
قام الفريق بإحضار لاعبين ماهرين و مدربين كبيرين .

## لاعبون كبار عبر تاريخ النادي
- مصطفى بوكار
- رضوان غمري
- هواري بلخطوات
- فيصل مقني
- عبد القادر رقيق "بونز"
- والتير بيليتي
- عبد الماليك شرشار

## بطولات الفريق
- وصيف بطل الجزائر 1991
- كأس الجزائر سنة 2012
- كأس الأندية العربية
- وصيف بطل كأس الجزائر 1981 و1983

## وصلات خارجية
- بطاقة النادي - footmercato.net